# امپیری
امپیری ارمنی: Էմփիռեյ؛ انگلیسی: Empyray یک گروه راک ارمنستانی در سبک‌های هوی راک و هارد راک فعالیت می‌کند. آثار این گروه با آوازهای گیرا، انتقال‌های ملودی غافلگیرکننده، اشعار متفکرانه به زبان‌های ارمنی و انگلیسی و فرم‌های موسیقی کامل و هارمونیک شناخته می‌شود.

## تاریخچه
این گروه در سال ۱۹۹۳ میلادی به ابتکار سارگیس مانوکیان و کارن آرزومانیان تشکیل شد و از آن زمان تا کنون حدود ۵۰ کنسرت برگزار نموده است، اما تنها در سال ۲۰۰۵ به‌طور گسترده‌ای مورد توجه قرار گرفت. در سال ۲۰۰۶، امپیری زمانی که اولین آلبوم سی‌دی خویش را با ۱۳ قطعه در استودیوی شخصی گروه ضبط کرد، اولین کنسرت انفرادی خویش را نیز برگزار کرد، جوایز ملی موسیقی ارمنستان را در بخش «بهترین گروه راک» از آن خود کرد. این گروه در سال ۲۰۰۷ در مراسم اهدای جوایز موسیقی ارمنستان، جایزه بهترین آلبوم راک را از آن خود کرد.

## ریشه‌نام عنوان گروه
واژه «امپیری» برگردان انگلیسی کلمه эмпирей می‌باشد و نسخه اسلاوی کلمه یونانی empuros (لاتین، empyreus، انگلیسی empyrean)، به معنی بلندترین بخش آسمان‌ها است، که ظاهراً کروی‌‎شکل است و در دوران باستان تصور می‌شد که حاوی عنصر خالص آتش است و توسط مسیحیان اولیه منزلگاه خدا و فرشتگان بوده است.

## اعضای گروه
- سارگیس مانوکیان - خواننده، سرپرست گروه، فارغ‌التحصیل رشته اقتصاد از دانشگاه، دارای دو سال آموزش آواز زیر نظر استاد کنسرواتوار دولتی ایروان، سرگئی دانیلیان
- کارن آرزومانیان - نوازنده گیتار، آهنگساز، فارغ‌التحصیل دانشگاه در رشته پزشکی، دارای تحصیلات متوسطه موسیقی، همسر گیسانه بالیان
- گیسانه بالیان - نوازنده کیبورد، ترانه‌پردارز، فارغ‌التحصیل پیانو از کنسرواتوار دولتی ایروان، همسر کارن آرزومانیان
- دیوید خورشودیان - نوازنده گیتار بیس
- کوریون بوبیکیان - درامر